# Makuti
 (juillet 2017).
Makuti est un village de la province du Mashonaland occidental au nord du Zimbabwe.

## Toponymie
Le nom de Makuti signifie "brume humide" ou "persistance de la bruine"

## Géographie
Makuti se trouve sur la route principale A1 entre Harare et Chirundu. Le village est entouré par la savane où très peu de gens vivent. Il possède une station à essence, un hôtel et un magasin. Le nom de l'hôtel est «Clouds End», et il offre une vue panoramique sur la brousse vers le Lac Kariba, dû à un barrage hydroélectrique sur le Zambèse inauguré en 1959 et partagé par la Zambie et le Zimbabwe.